# Escudo de Yucatán

Escudo de armas del Reino de Yucatán, usado como el actual escudo de la ciudad de Mérida.

El Escudo  de Yucatán se refiere a los diferentes escudos de armas que a lo largo de la historia de Yucatán han sido el emblema de este estado mexicano. Durante el período colonial y la época posterior a la independencia, así como durante todo el siglo XIX y gran parte del siglo XX, el escudo utilizado para Yucatán fue el que actualmente corresponde al de la ciudad de Mérida.
El 22 de septiembre de 1989 el gobernador del estado,  Víctor Manzanilla Schaffer, envió al congreso local una iniciativa de decreto para adoptar un escudo de armas del Estado de Yucatán.
El Congreso, convocó a un concurso para elegir el diseño, convocatoria a la que respondieron tres personas con sendos proyectos, de los que, una vez analizados, se eligió el trabajo que presentó Juan Francisco Peón Ancona.
Posteriormente se emitió un decreto que fue promulgado y publicado en el Diario Oficial del Gobierno del Estado con fecha 30 de noviembre de 1989.

## Descripción
Heráldicamente, la descripción oficial es la siguiente: en campo de sinople, ciervo elanzado de oro, con sol moviente del mismo metal, surgiendo del ángulo siniestro del jefe. En punta: planta de henequén de oro, terrazada de piedras o lajas del mismo metal. Bordura de oro con dos arcos mayas y dos espadañas coloniales españolas, colocada en jefe y punta, diestra y siniestra, respectivamente.

## Significado
Considerando el ejecutivo del estado que el carácter definitivo y perpetuo del conjunto simbólico, debe ofrecer un mensaje intemporal y válido en cualquier tiempo presente y futuro y no quedar sujeto a ninguna confrontación ideológica de carácter histórico, político o religioso, propuso que en el escudo hubiera elementos representativos de los reinos naturales; un Henequén –verdadero milagro ecológico– afirmado sobre un suelo de lajas calcáreas, un Venado que es figura señera de los montes de Yucatán, y un Sol, implacable, de rayos abrasadores como símbolo cósmico. El escudo de Yucatán también debe ostentar, dice la iniciativa:

...la presencia de las dos culturas básicas constitutivas de su pueblo: la maya y la española, representadas por elementos típicos de su arte arquitectónico, como son: el arco maya y la espadaña, remate inconfundible de los templos coloniales hispanos diseminados en la Península.

Para dar sobriedad al moderno escudo, se propuso el uso de dos esmaltes: el verde que es el color del campo y de la ecología, y el oro que es el esplendor de la tradicional riqueza cultural yucateca.